# Gymnastique artistique féminine
Pour les articles homonymes, voir GAF.
Pour un article plus général, voir gymnastique artistique.
La gymnastique artistique féminine (GAF) est une discipline olympique qui se pratique sur quatre agrès : saut de cheval, barres asymétriques, poutre et sol (dans l'ordre olympique).
La GAF tient autant de l'art que du sport : au-delà de la performance physique, la maîtrise technique, la souplesse et la grâce sont les qualités de la réussite. Les performances comportent également une part de chorégraphie au sol (en musique) et à la poutre. Les gymnastes se doivent aussi d'être rigoureuses et disciplinées pour atteindre l'excellence.

## Historique
Les premières épreuves olympiques féminines de gymnastique se tiennent aux Jeux olympiques de 1928 à Amsterdam.
En 1948, la largeur de la poutre est fixée à 10 cm à l'occasion des Jeux olympiques de Londres. La musique accompagne les mouvements au sol depuis 1958. C'est d'abord un pianiste qui assure l'ambiance musicale puis on a recours à des bandes pré-enregistrées de versions orchestrées.

## Agrès
Le concours général ou concours complet regroupe l'ensemble des agrès. La gymnaste avec le plus de points à la fin sur l'ensemble est désignée championne.

### Table de saut
Cet exercice consiste à sauter à l'aide d'un tremplin et d'une table de saut (depuis 2001, le cheval de saut a été remplacé par une table, plus large), en effectuant un mouvement acrobatique. D'une hauteur de 1,25 m, la table de saut est située au bout d'une piste d'élan de 25 m. Le saut de cheval est un exercice commun avec la gymnastique artistique masculine.
Le saut est l'agrès où le passage est le plus rapide. L'épreuve se déroule en quelques secondes : après une course d'élan rapide, la gymnaste prend une impulsion sur un tremplin (premier envol) puis, lors d'un second envol, prend appui avec les mains sur la table de saut. Ces impulsions doivent donner à l'athlète une hauteur suffisante pour réaliser la figure. Les points accordés tiennent compte de la réception au sol qui doit être stabilisée.
Les figures classiques sont le saut par renversement (ou « lune ») assorti de vrille ou de salto, appelé le Tsukahara ou le Yurchenko qui consiste en une rondade sur le tremplin, suivie d'un flip et d'une figure complémentaire (comme un salto ou une vrille).
Pour la notation, les juges évaluent la complexité du mouvement, la qualité de la réalisation et le contrôle de l’équilibre à la réception ainsi que tous les petits détails tels que les pointes de pieds, les mains, les bras et les genoux.

### Barres asymétriques
Cet exercice consiste à réaliser des figures de voltige entre deux barres rondes en fibre de verre et bois d'une longueur de 2,40 m pour un diamètre de 4 cm, placées parallèlement à des hauteurs différentes — 2,50 m et 1,70 m — et écartées de 1,30 m à 1,80 m.
Les mouvements aux barres asymétriques sont très spectaculaires : « soleils » (grands tours en montant dos vers le sol et en descendant ventre vers le sol) et « lunes » (grands tours en montant ventre vers le sol et en descendant dos vers le sol) autour de la barre supérieure, lâchers de barre et sorties acrobatiques. Les barres sont un agrès physique car c'est le seul agrès de gymnastique féminine utilisant exclusivement la force des bras, en suspension ou en appui. Cependant la force physique ne suffit pas pour maîtriser les passages d'une barre à l'autre et les lâchers. Les barres sont aussi un agrès où se développent coordination et souplesse pour parvenir à exploiter l'élasticité des barres. Il est très difficile aux barres (comme à tous les agrès) de présenter un mouvement parfait.

### Poutre
Cet exercice consiste à effectuer un enchaînement sur une poutre de cinq mètres de long et dix centimètres de large, placée à un mètre vingt-cinq du sol. La durée de l'exercice varie entre 1 min 15 s et 1 min 30 s.
L'équilibre est une qualité première pour évoluer à la poutre avec maîtrise, souplesse et grâce. Les sorties et parfois même les entrées à la poutre sont également acrobatiques. 
Ce n'est pas l'agrès le plus difficile en matière de force mais le plus technique. En effet, les éléments sont presque les mêmes qu'au sol. Lors de son passage en poutre, la gymnaste doit effectuer une très courte chorégraphie (tout comme au sol). Tout est dans la qualité du geste. La gymnaste doit savoir terminer ses acrobaties sans être déséquilibrée.

### Sol

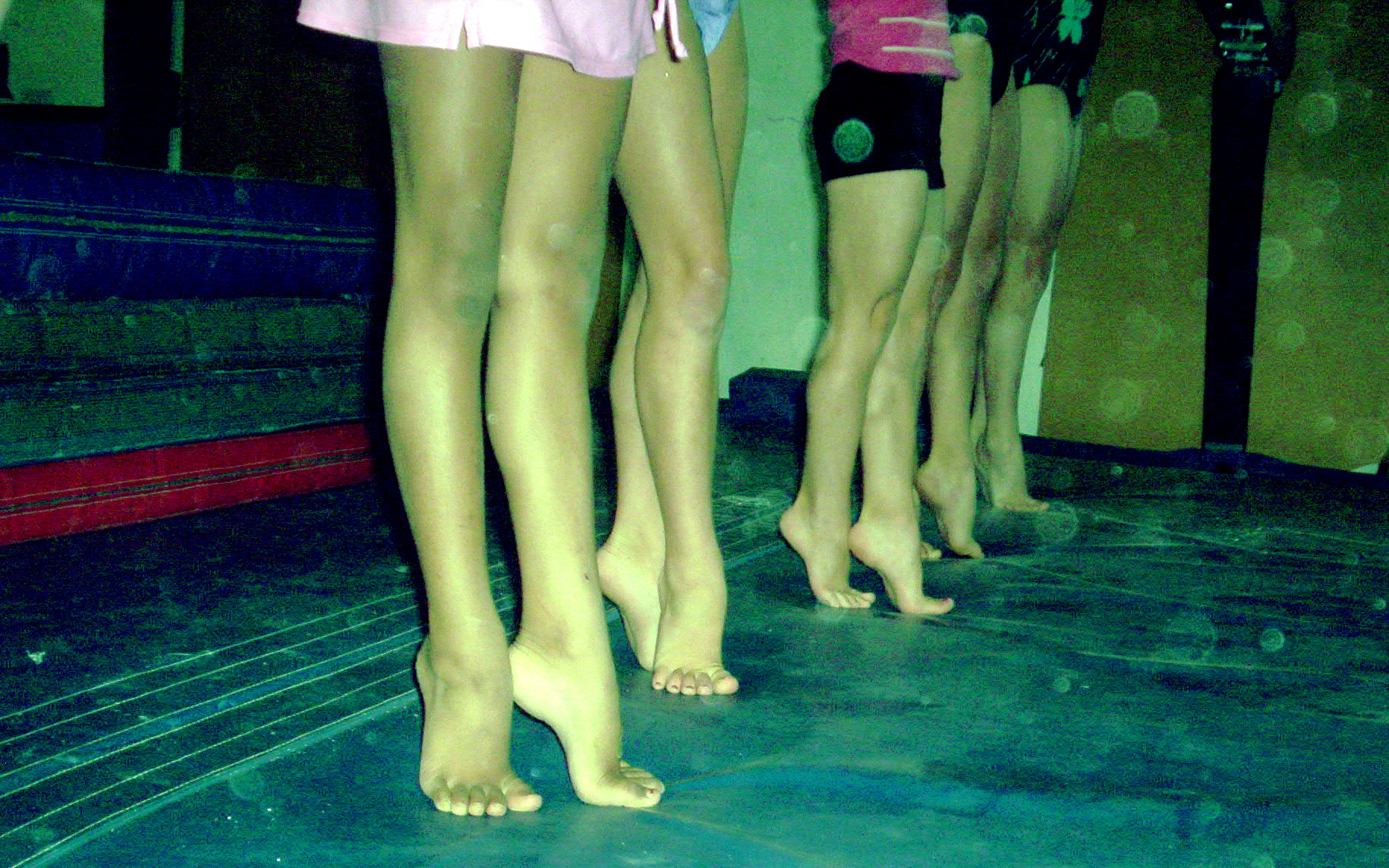
Jeunes gymnastes se tenant sur demi-pointes.

Cet exercice consiste à réaliser, sur un accompagnement musical, un programme d'une minute et demie, alternant des passages rythmés et acrobatiques avec des passages plus chorégraphiques, sur un « praticable » — tapis de sol de douze mètres sur douze — entouré d'une bande de couleur rouge (le plus souvent) sur laquelle les gymnastes ne doivent pas marcher, sous peine de pénalité.
C'est au sol que les gymnastes peuvent le mieux exprimer leur talent artistique. Il leur faut également faire preuve de qualités athlétiques et d'endurance pour enchaîner les éléments acrobatiques très variés. Cela en fait un exercice très complet.
Comme le saut de cheval, le sol est un agrès commun avec la gymnastique artistique masculine mais les gymnastes masculins présentent leur mouvement sans accompagnement musical.

## Tenue et accessoires de compétition
La gymnaste doit porter un justaucorps non transparent et élégant. Elle peut porter un collant de la même couleur que le justaucorps. Elle peut porter des chaussons ou encore des chaussettes si elle le souhaite. Elle doit porter l’identification nationale ou l’écusson sur le justaucorps. Les maniques, les bandages et les protections de poignets, sont autorisés. Les bandages doivent être de couleur beige ou couleur de la peau. Les bijoux sont interdits seules les petites boucles d'oreilles sont autorisées.

## Code de pointage
Il faut huit éléments et présenter une chorégraphie pour obtenir le maximum de points.

## Gymnastes célèbres
- Olga Korbut
- Émilie Le Pennec
- Nadia Comăneci
- Deng Linlin
- Aliya Mustafina
- Shawn Johnson
- Nastia Liukin
- He Kexin
- Elizabeth Tweddle
- Corina Ungureanu
- Tatiana Nabieva
- Svetlana Khorkina
- Isabelle Severino
- Elena Zamolodchikova
- Larisa Iordache
- Ludivine Furnon
- Cătălina Ponor
- Larissa Latynina
- Viktoria Komova
- Svetlana Boginskaya
- Gabrielle Douglas
- Aly Raisman
- Sandra Izbașa
- Vanessa Ferrari
- Anne Kuhm
- Olga Bitcherova
- Natalia Chapochnikova
- Maxi Gnauck
- Maria Filatova
- Nellie Kim
- Mary Lou Retton
- Ludmilla Tourischeva
- Lu Li
- Oréane Lechenault
- Youna Dufournet
- Simone Biles
- Mélanie de Jesus dos Santos